# Portrush
Portrush (irl. Port Rois) – miasto w Wielkiej Brytanii (Irlandia Północna; w Hrabstwie Antrim). Według danych szacunkowych na rok 2010 liczy 7 153 mieszkańców.